# ماركوس جونيور (لاعب كرة قدم)
ماركوس جونيور (بالبرتغالية: Marcos Júnior‏) هو لاعب كرة قدم برازيلي في مركز الوسط، ولد في 13 مايو 1995 في ريو دي جانيرو في البرازيل. لعب مع نادي أيه بي سي.

## وصلات خارجية
- ماركوس جونيور (لاعب كرة قدم) على موقع قاعدة بيانات كرة القدم.إي يو (الإنجليزية)
- ماركوس جونيور (لاعب كرة قدم) على موقع Soccerway.com (الإنجليزية)